# Toyota Publica
Toyota Publica – kompaktowy samochód osobowy produkowany przez japońską firmę Toyota w latach 1961-1978 z przeznaczeniem na rynek rodzimy. Dostępny wyłącznie w wersji dwudrzwiowej, ale w wielu wariantach nadwoziowych: coupé, kombi, sedan, pick-up czy też kabriolet. Do napędu używano benzynowych silników R4 o pojemności 0,7-1,1 l. Napęd przenoszony był na oś tylną poprzez 4-biegową manualną skrzynię biegów. Następcą modelu została Toyota Starlet.

## Dane techniczne ('69 R4 1.0)

### Silnik
- R4 1,0 l (993 cm³), 2 zawory na cylinder, OHV
- Układ zasilania: gaźnik
- Średnica cylindra × skok tłoka: 72,00 mm × 61,00 mm
- Stopień sprężania: 9,0:0
- Moc maksymalna: 59 KM (43 kW) przy 6000 obr./min
- Maksymalny moment obrotowy: 77 N•m przy 4000 obr./min
- Prędkość maksymalna: 140 km/h

## Galeria

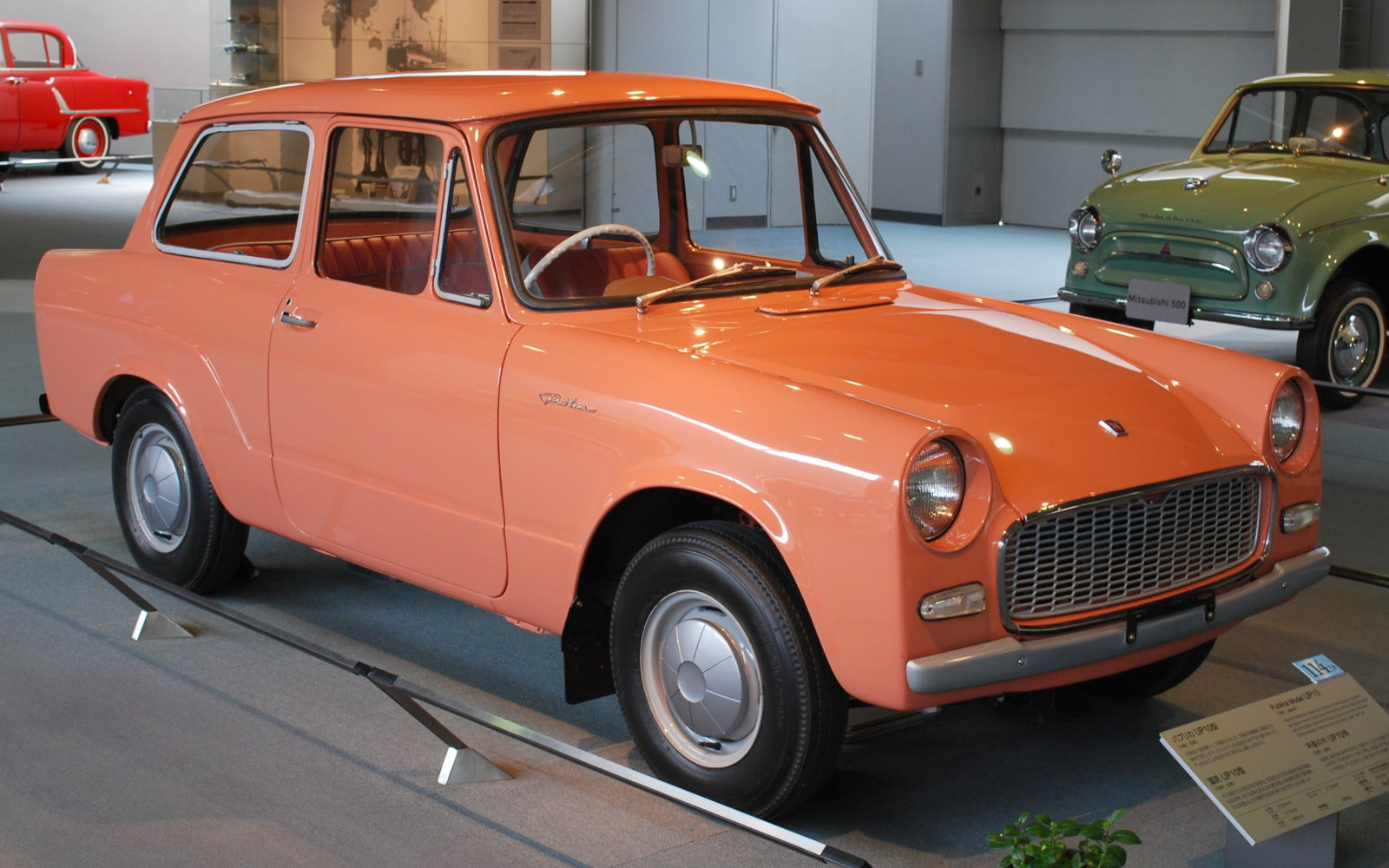
'61 Publica sedan
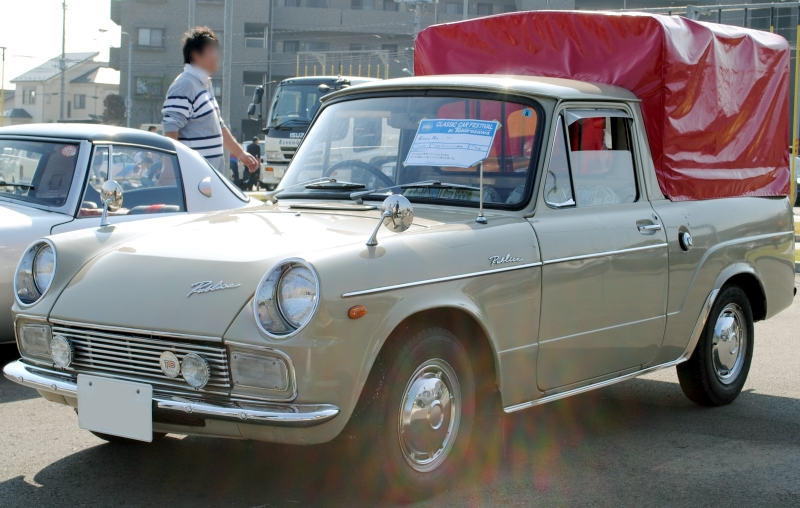
Publica pick-up
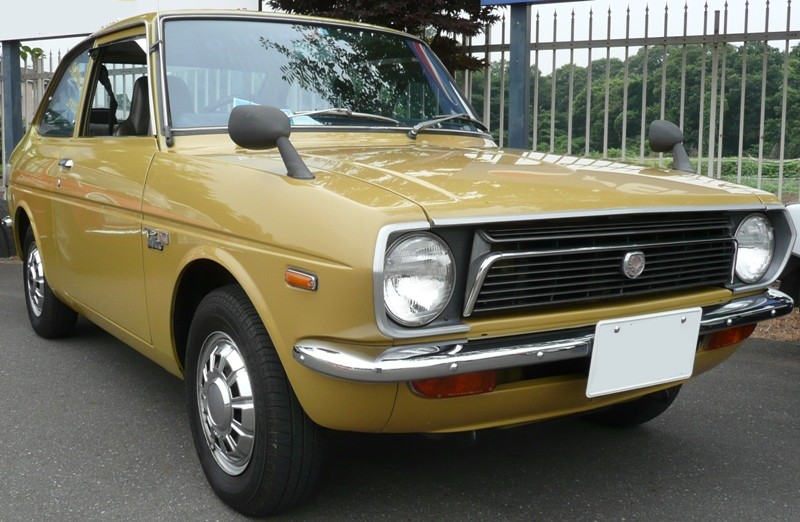
Publica P30
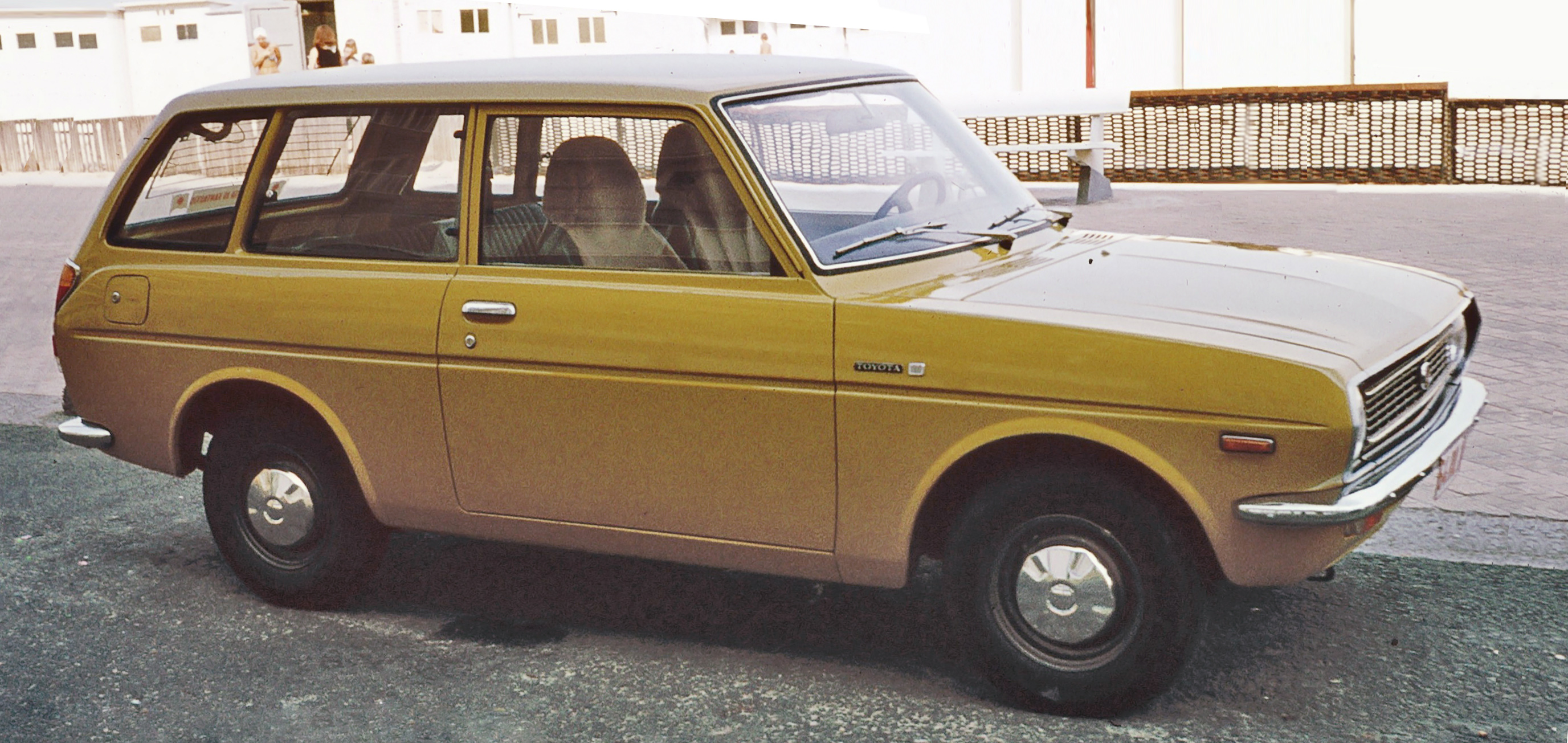
Publica kombi